# Raoul Bensaude
Pour les articles homonymes, voir Bensaude.
Raoul Bensaude (1866-1938) est un médecin gastro-entérologue français d’origine judéo-portugaise (en portugais : Raúl Bensaúde). Il est surtout connu comme étant l’initiateur de la proctologie en France,.  De nos jours, son nom est associé à celui de Launois à propos de l’adénolipomatose symétrique, dite de Launois-Bensaude.

## Biographie
Raoul Bensaude, né à Ponta Delgada, aux Açores le 26 janvier 1866, est mort à Paris le 25 octobre 1938. Son père, José Bensaúde était un autodidacte, entrepreneur, fondateur d’une manufacture de tabac aux Açores. Ses deux frères aînés ont marqué leur temps au Portugal. Alfredo Bensaúde est le fondateur de l’Instituto Superior Tecnico à Lisbonne. Joaquim Bensaúde, ingénieur maritime et historien, a apporté une contribution remarquable à l’histoire des Grandes Découvertes maritimes portugaises.

### Une carrière aux hôpitaux de Paris
Comme ses deux frères aînés, Raoul fait ses études secondaires en Allemagne à Hanovre. Puis, après une première année à Strasbourg (allemande à l’époque), il vient à Paris y poursuivre des études de médecine. Externe des hôpitaux de Paris en 1891, interne de 1893 à 1897, Raoul Bensaude soutient sa thèse en 1897 sous la direction de Emile Charles Achard. Il devient ensuite un proche collaborateur de Georges Hayem à l’hôpital Saint Antoine jusqu’en 1909, d’abord comme Chef de Laboratoire en 1898 puis, comme Chef de Clinique en 1902. Il est nommé Médecin des Hôpitaux de Paris en 1909. Il est Chef du service de la consultation à la clinique médicale de l’hôpital Saint-Antoine de 1904 à 1911. Grâce à Lucius Littauer (en), un philanthrope américain, il crée le premier service de proctologie de France, à l’hôpital Saint-Antoine. 
Raoul Bensaude a épousé Pearl Rosalind Harris en 1902. Un de leurs fils, Alfred Bensaude, est le fondateur avec Jean Arnous de la Société française de proctologie en 1958. Son petit-fils, Raoul-Jacques Bensaude, maintient la tradition familiale de gastro-entérologie.

### Un chef de file de lagastro-entérologiefrançaise
Raoul Bensaude eut une production scientifique abondante et très diverse où les maladies du tubes digestif dominent. 
Sa thèse sur Le phénomène de l’agglutination des microbes et ses applications à la pathologie  (Le sérodiagnostic) fut remarquée par des prix de l’Académie de Médecine et de la Faculté de Médecine. Elle caractérisait les salmonelles paratyphiques. Achard et Bensaude furent les premiers à utiliser le terme de fièvres paratyphoïdes. Elle contribua aussi au développement du sérodiagnostic des bactéries pathogènes juste après sa découverte par Fernand Widal. 
En 1902, il fut mandaté pour soigner la fièvre typhoïde de l’héritier du trône du Portugal qui habitait Paris à cette époque. À partir de ce temps-là, il devint un médecin apprécié de la communauté portugaise établie à Paris.
Bien que décrite d'abord par Brodie en 1846 puis par Madelung en 1888, l’adénolipomatose symétrique est dite de Launois-Bensaude, parce que ces auteurs ont été les premiers à décrire avec précision cette tumeur bénigne à composante héréditaire et souvent associée à l’alcoolisme, à partir d’une cohorte de 65 malades.
Raoul Bensaude fut l’un des premiers à utiliser des endoscopes à éclairage électrique pour examiner le tube digestif. Il perfectionna anuscopes et rectoscopes sous des formes qui furent très largement utilisées. 
Il introduisit en France le traitement des hémorroïdes par des injections sclérosantes. 
Il fut un ardent promoteur de l’utilisation du sous-nitrate de bismuth pour soigner nombre d’affections du tube digestif tout en ayant conscience des problèmes posés par sa toxicité. Depuis, l’utilisation de fortes doses s’est avérée favoriser des encéphalopathies et a été fortement restreinte à partir des années 1970.
Il contribua au développement de l’imagerie du tube digestif par les rayons X. 
Raoul Bensaude fut le fondateur de l'école française de proctologie,. Il réussit à s’entourer de nombreux collaborateurs brillants tels que Roger Cattan (1903-1963) , André Lambling (1899-1986), Pierre Hillemand  (1895-1977), André Cain (1885-1944) qui devinrent à leur tour chefs de service dans les hôpitaux parisiens. 
Son traité  Rectoscopie: Sigmoïdoscopie. Traité d'endoscopie recto-colique eut un grand retentissement aux États-Unis.

## Œuvres
- Raoul Bensaude, Le phénomène de l’agglutination des microbes et ses applications à la pathologie (Le sérodiagnostic) Thèse, Paris, 1897.
- Georges Hayem Leçons sur les maladies du sang recueillies par É. Parmentier et R. Bensaude. Masson, Paris, 1900.
- Raoul Bensaude, Pierre Hillemand, André Lambling, et Roger Cattan.  Rectoscopie: Sigmoïdoscopie. Traité d'endoscopie recto-colique. Masson et Cie, Paris, 1919, 1926. "Ouvrage couronné par l'Académie de médecine."
- Raoul Bensaude Traité des maladies de l’intestin vol. I,  Masson Paris, 1931.
- Raoul Bensaude Traité des maladies de l’intestin vol. II,  Masson Paris, 1932.
- Raoul Bensaude Traité des maladies de l’intestin vol. III,  Masson Paris, 1935.
- Raoul Bensaude Maladies de l'intestin vol. IV. Les hémorroïdes et leur traitement, fissure anale, prurit anal, etc. Masson Paris, 1939.